# Теорија ума
У психологији, теорија ума се односи на способност особе да разуме друге људе тако што им приписује ментална стања, односно може да претпостави шта се дешава у њиховом уму. Ово укључује сазнање да се ментална стања других могу разликовати од сопствених стања и да укључују веровања, жеље, намере, емоције и мисли. Поседовање функционалне теорије ума сматра се кључним за успех у свакодневним људским друштвеним интеракцијама. Људи користе теорију ума када анализирају, просуђују и закључују понашање других. Откриће и развој теорије ума првенствено су дошли из студија спроведених на животињама и бебама. Фактори као што су конзумирање дрога и алкохола, развој језика, кашњења у когнитивном развоју, старост и култура могу утицати на способност и капацитет особе да користи теорију ума.
Претпоставља се да су особе са смањеним капацитетом за коришћење теорије ума особе са аутизмом (иако је то спорно), анорексијом нервозом,  шизофренијом, дисфоријом, поремећајем пажње и хиперактивношћу, зависношћу од кокаина, и оштећењем мозга узрокованом неуротоксичношћу алкохола. Дефицити повезани са зависношћу од опијата се анулирају након дуже апстиненције. Имати теорију ума је слично, али није идентично поседовању способности за емпатију или за саосећање.
Теорија ума се развија током детињства са развојем префронталног кортекса.
Региони мозга ангажовани током теорије ума укључују медијални префронтални кортекс и подручје око горње темпоралне бразде, а понекад и амигдалу. Пацијенти са лезијама фронталног режња или темпоропаријеталног споја некада теорију умних задатака сматрају тешком.
Многи истраживачи се фокусирају на разумевање намере, погледа, перспективе или знања од стране животиња. Студија је показала да орангутани и шимпанзе разумеју разлику између случајних и намерних радњи. Вилијам Филд и Сју Севиџ-Румбо верују да су боноби развили теорију ума.
Теорија ума се разликује од филозофије ума, која говори о основној природи ума и процесима у мозгу који су са њом у вези.

## Дефиниција
Теорија ума је „теорија“ јер је понашање друге особе, као што су њене изјаве и изрази, оно што се директно посматра. Ум и његов садржај не могу се директно посматрати, па се мора посредно закључивати о постојању и природи ума на основу израза и изјава. Претпоставка да други имају ум назива се теоријом ума јер сваки човек може да проматра само свој ум (путем интроспекције); нико нема директан приступ уму другог. Обично се претпоставља да други имају ум аналоган нашем; ова претпоставка је заснована на реципрочној друштвеној интеракцији, као што се закључује и о заједничкој пажњи, функционалној употреби језика и разумевању туђих емоција и акција. Теорија ума омогућава да се другима приписују мисли, жеље и намере, да се предвиде или објасне њихова дела и да се предпостављају њихове намере. Омогућава нам да схватимо да ментална стања могу бити узрок понашања других и да се могу користити за објашњење и предвиђање понашања других. Способност приписивања менталних стања другима и њихово разумевање као узрока понашања делимично подразумева да неко мора бити у стању да замисли ум као „генератора репрезентација“. Ако особа нема зрелу теорију ума, то може бити знак когнитивног или развојног оштећења.
Теорија ума је урођена потенцијална способност људи која захтева друштвено и друго искуство током много година за њен потпуни развој. Различити људи могу развити мање или више ефикасне теорије ума. Нео-пијажеовске теорије когнитивног развоја тврде да је теорија ума нуспроизвод шире хиперкогнитивне способности људског ума да региструје, прати и представља сопствено функционисање.
Емпатија — препознавање и разумевање стања ума других, укључујући њихова веровања, жеље и посебно емоције — је сродан концепт. Емпатија се често карактерише као способност да се „уђе у туђе ципеле“. Недавне неуро-етолошке студије понашања животиња сугеришу да чак и глодари могу показати емпатичне способности. Док је емпатија позната као емоционално узимање перспективе, теорија ума је дефинисана као когнитивно узимање перспективе.
Истраживања о теорији ума, код људи и животиња, одраслих и деце, који се нормално и атипично развијају, брзо су порасла у годинама након рада Премака и Гаја Вудрафа из 1978. под називом „Да ли шимпанза има теорију ума?“. Социјална неуронаука је такође почела да се бави овом дебатом тако што су посматрани мозгови људи док обављају задатке који захтевају разумевање намере, веровања или другог менталног стања код других.
Оперантни приступ теорији ума се заснива на истраживању изведеног релационог одговора и спада у теорију релационих оквира. Према овом гледишту, емпатија и заузимање перспективе обухватају сложен скуп изведених релационих способности заснованих на учењу да се разликује и вербално реагује на све сложеније односе између себе, других, места и времена.

## Филозофски и психолошки корени
Расправе о теорији ума имају своје корене у филозофској дебати из времена Друге медитације Ренеа Декарта, која је поставила темеље за разматрању науке о уму.
Два супротна приступа у филозофској литератури теорији ума су теорија-теорија и теорија симулације. Теоретичари првог приступа се залажу за теорију која се развија аутоматски и урођено, иако се инстанцира кроз друштвене интеракције. Такође је уско повезана са перцепцијом личности и теоријом атрибуције из социјалне психологије.
Људи антропоморфизирају животиње, неживе предмете, па чак и природне феномене. Данијел Денет је ову тенденцију описао као заузимање „намерног става“ према стварима: претпостављамо да имају намере које ће нам помоћи у предвиђању њиховог будућег понашања. Међутим, постоји важна разлика између заузимања „намерног става“ према нечему и уласка у „заједнички свет“. Заједнички свет се директно перципира и његово постојање структурира саму стварност за онога ко опажа.
Филозофски корени теорије ума у теорији релационих оквира произилазе из контекстуалне психологије која се односи на проучавање организама који су у интеракцији са историјским и тренутним ситуационим контекстом. То је приступ заснован на контекстуализму, филозофији у којој се сваки догађај тумачи као текући чин неодвојив од његовог садашњег и историјског контекста. 

## Рефренце
1. ↑  Apperly, Ian A.; Butterfill, Stephen A. (2009). „Do humans have two systems to track beliefs and belief-like states?”. Psychological Review. 116 (4): 953—970. PMID 19839692. doi:10.1037/a0016923.
2. 1 2  Baron-Cohen, Simon (1991). „Precursors to a theory of mind: Understanding attention in others”.  Ур.: Whiten, Andrew. Natural theories of mind: evolution, development, and simulation of everyday mindreading. Oxford, UK Cambridge, Massachusetts: B. Blackwell. стр. 233–251. ISBN 9780631171942.
3. ↑  Bora, Emre; Köse, Sezen (2016-07-18). „Meta-analysis of theory of mind in anorexia nervosa and bulimia nervosa: A specific İmpairment of cognitive perspective taking in anorexia nervosa?”. International Journal of Eating Disorders. 49 (8): 739—740. ISSN 0276-3478. PMID 27425037. doi:10.1002/eat.22572. hdl:11343/291969.
4. ↑  Korkmaz, Baris (мај 2011). „Theory of mind and neurodevelopmental disorders of childhood”. Pediatric Research. New York City: Springer Nature. 69 (5 Pt 2): 101R—8R. PMID 21289541. doi:10.1203/PDR.0b013e318212c177 .
5. ↑  Sanvicente-Vieira, Breno; Kluwe-Schiavon, Bruno; Corcoran, Rhiannon; Grassi-Oliveira, Rodrigo (1. 3. 2017). „Theory of Mind Impairments in Women With Cocaine Addiction”. Journal of Studies on Alcohol and Drugs. New Brunswick, New Jersey: Rutgers University. 78 (2): 258—267. PMID 28317506. doi:10.15288/jsad.2017.78.258.
6. ↑  Uekermann, Jennifer; Daum, Irene (мај 2008). „Social cognition in alcoholism: a link to prefrontal cortex dysfunction?”. Addiction. London, England: Wiley-Blackwell. 103 (5): 726—35. PMID 18412750. doi:10.1111/j.1360-0443.2008.02157.x.
7. ↑  Yuan, Zhen; Ieong, Hada Fong-ha (2018). „Emotion recognition and its relation to prefrontal function and network in heroin plus nicotine dependence: A pilot study”. Neurophotonics. 5 (2): 025011. PMC 5993953 . PMID 29901032. doi:10.1117/1.NPh.5.2.025011.
8. ↑  Völlm, Birgit A. (1. 1. 2006). „Neuronal correlates of theory of mind and empathy: A functional magnetic resonance imaging study in a nonverbal task”. NeuroImage (на језику: енглески). 29 (1): 90—98. ISSN 1053-8119. PMID 16122944. S2CID 6659365. doi:10.1016/j.neuroimage.2005.07.022.
9. 1 2 3  Premack, David; Woodruff, Guy (децембар 1978). „Does the chimpanzee have a theory of mind?”. Behavioral and Brain Sciences. 1 (4): 515—526. doi:10.1017/S0140525X00076512 .
10. ↑  Bruner, J. S. (1981).
11. ↑  Gordon, R. M. (1996).
12. ↑  Courtin, C. (2000). „The impact of sign language on the cognitive development of deaf children: The case of theories of mind”. Journal of Deaf Studies and Deaf Education. 5 (3): 266—276. PMID 15454505. doi:10.1093/deafed/5.3.266.
13. ↑  Demetriou, A., Mouyi, A., & Spanoudis, G. (2010).
14. ↑  de Waal, Franz B.M. (2007), "Commiserating Mice" Scientific American, 24 June 2007
15. ↑  Hynes, Catherine A.; Baird, Abigail A.; Grafton, Scott T. (2006). „Differential role of the orbital frontal lobe in emotional versus cognitive perspective-taking”. Neuropsychologia. 44 (3): 374—383. PMID 16112148. S2CID 13159903. doi:10.1016/j.neuropsychologia.2005.06.011.
16. ↑  Hayes, S. C., Barnes-Holmes, D., & Roche, B. (2001).
17. ↑  Rehfeldt, R. A., and Barnes-Holmes, Y., (2009).
18. ↑  McHugh, L. & Stewart, I. (2012).
19. ↑  Carruthers, P. (1996).
20. ↑  Dennett, D. (1987).
21. ↑  Fox, Eric. „Functional Contextualism”. Association for Contextual Behavioral Science. Приступљено 29. 3. 2014.